# گیبه
گیبه (به لاتین: Giby) یک روستا در لهستان است که در گمینا گیبه واقع شده‌است. گیبه ۱٬۰۰۰ نفر جمعیت دارد.